# Béatrice Lakoussan
Béatrice Symphorose Lakoussan, née en 1943 au Bénin est une magistrate et députée de la 3e législature.
Ancienne conseillère à la Haute autorité de l’audiovisuel et de la communication, elle est aussi l'ex-épouse de l'ancien président du Bénin Mathieu Kérékou.

## Biographie

### Vie privée
Béatrice Lakoussan, juriste et magistrate, est l'ex-épouse de l'ancien président du Bénin, le général Mathieu Kérékou et mère de cinq enfants.

### Carrière politique
Candidate aux élections législatives béninoises de 1999 sur la liste du parti social-démocrate, elle est élue députée à l'Assemblée nationale ,[réf. à confirmer].
Le 24 juin 1997, elle est nommée inspectrice générale adjointe des services judiciaires du Ministère de la Justice, de la Législation et des Droits de l'Homme.
Radiée en 1976  du corps de la magistrature, elle est réhabilitée en 1996.